# Магон (писатель)
Магон — автор знаменитого сочинения о сельском хозяйстве. Трактат Магона о сельском хозяйстве стал единственным произведением карфагенской литературы, которое уцелело после разрушения библиотек Карфагена, и было переведено по приказанию сената на латинский язык Децимом Юнием Силаном. Римляне относились к нему с большим уважением, называя Магона «отцом» теории сельского хозяйства.
Понятие о сочинении Магона дают произведения Варрона, Колумеллы, Палладия, Плиния. Оно начиналось требованием, чтобы всякий желающий заняться сельским хозяйством прежде всего продал свой дом в городе. Приводимые рецепты Магона касаются виноделия, скотоводства, ветеринарного дела, доказывая высокое состояние сельского хозяйства в Карфагене. Кроме полных изданий римских авторов «De re rustica», отрывки из сочинения Магона были собраны и переведены на немецкий язык у Heeren’a, «Ideen etc.» (VI, 202, изд. 1817).